# ジュゼッピーナ・ボツァッキ

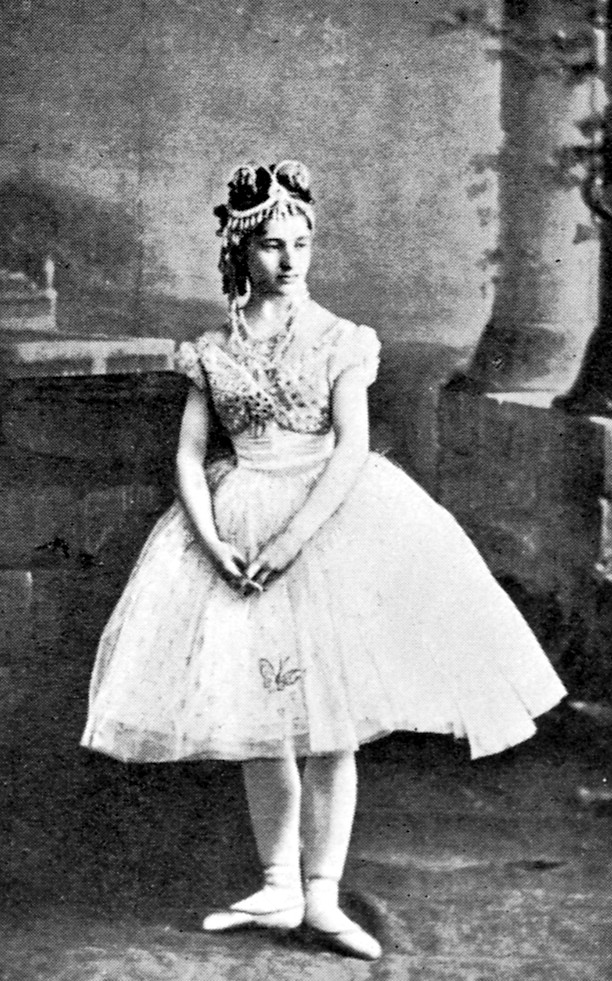
ジュゼッピーナ・ボツァッキ、1870年

ジュゼッピーナ・ボツァッキ（Giuseppina Bozzacchi、1853年11月23日 - 1870年11月23日）は、イタリアのバレエダンサーである。16歳のときにバレエ『コッペリア』のヒロイン、スワニルダ役を初演したことで知られている。

## 生涯
ジュゼッピーナ・ボツァッキは、ミラノで生まれ、アミーナ・ボスケッティ（Amina Boschetti、1836年 - 1881年）にバレエの手ほどきを受けた。
その後、当時著名だったバレエの指導者、マダム・ドミニク（Mme Dominique）に師事するため、パリに出てバレエを学んでいたボツァッキは、『コッペリア』のヒロイン、スワニルダ役を探していた振付家、アルテュール・サン＝レオンらに見出されて主役デビューすることになった。
『コッペリア』は1870年5月25日に、パリ・オペラ座において、時の皇帝ナポレオン三世臨席のもとで初演され、大成功を収めた。
しかし、同年7月に普仏戦争が勃発し、その影響でオペラ座は閉鎖せざるを得なくなった。ボツァッキへの給与の支払いは滞り、彼女は病を得てしまった。ボツァッキは天然痘を発病し、17歳の誕生日の朝に死去した。
普仏戦争の終了後、『コッペリア』は1871年に再演されている。ボツァッキの死後、スワニルダ役はレオンティーヌ・ボーグラン（Leontine Beaugrand、1842年 - 1925年）が引き継いだ。